# 金井浩
金井 浩（かない ひろし）は、日本の電気工学者。東北大学大学院工学研究科電子工学専攻および医工学研究科医工学専攻教授。専門は超音波計測。

## 経歴
- 1977年3月、長野県松本深志高等学校卒業
- 1981年3月、東北大学工学部通信工学科卒業
- 1986年3月、東北大学大学院工学研究科電気及通信工学専攻博士課程修了。博士論文は「ディジタル信号処理技術の回転機械系自動診断への応用に関する研究」
- 1986年4月、東北大学情報処理教育センター（助手）と東北大学応用情報学研究センターを兼務
- 1989年1月、東北大学工学部 助手
- 1989年4月、東北大学教養部 非常勤講師（併任）
- 1990年3月、東北大学工学部 講師
- 1992年6月、東北大学工学部 助教授
- 1997年4月、東北大学大学院工学研究科に配置換
- 1998年6月、東北大学未来科学技術共同研究センター（兼務）
- 2001年3月、東北大学大学院工学研究科 教授
- 2002年4月、東北大学大学院工学研究科に配置換
- 2012年4月、東北大学大学院工学研究科長・工学部長

## 主な受賞歴
- 2001年 第15回日本IBM科学賞
- 2019年 第1回日本オープンイノベーション大賞 国土交通大臣賞